# Itame nolaria
Itame nolaria är en fjärilsart som beskrevs av Jacob Hübner 1809. Itame nolaria ingår i släktet Itame och familjen mätare. Inga underarter finns listade i Catalogue of Life.